# Schallschnelleamplitude
Die Schallschnelleamplitude ist der Maximalwert der Schallschnelle. Da diese eine Wechselgröße ist, erfolgt ihre Angabe meistens als Effektivwert oder auch als Scheitelwert. Erfolgt die Teilchenbewegung in einem Übertragungsmedium (meistens Luft), so gilt der folgende Zusammenhang zwischen der Amplitude der Schallschnelle und der Auslenkamplitude (Ausschlagsamplitude oder Schallausschlag).
{\displaystyle v={2\cdot \pi \cdot f\cdot \xi }={\omega \cdot \xi }\,}
Bei der Schallschnelle ist die Einheit m/s.
Hierbei ist:

Schallschnelleamplitude {\displaystyle v\,}

Frequenz {\displaystyle f\,} in Hz

Auslenkung der Luftteilchen {\displaystyle \xi \,} (Schallauslenkung)

{\displaystyle \xi \,} ist der griechische Buchstabe xi, gesprochen ksi

Kreisfrequenz {\displaystyle \omega \,} = 2 · {\displaystyle \pi \,} · {\displaystyle f\,}